# Schweinehüfte
Als Schweinehüfte bezeichnet man ein Teilstück des Schweinefleischs aus der Schweinekeule. Es handelt sich um den obersten Teil der Keule zwischen Schweinerücken und Schweineschwanz. 
Das Muskelfleisch der Hüfte ist wegen der geringen Beanspruchung im Gegensatz zu anderen Teilen der Keule fein marmoriert und es wird von einer dicken Fettschicht mit Schwarte bedeckt. Sie gilt als fettarm, hat aber einen höheren Fettanteil als Nuss und Oberschale. Eine typische Verwendung ist die Zubereitung als Krustenbraten.